# Michael Whelan (Maler)

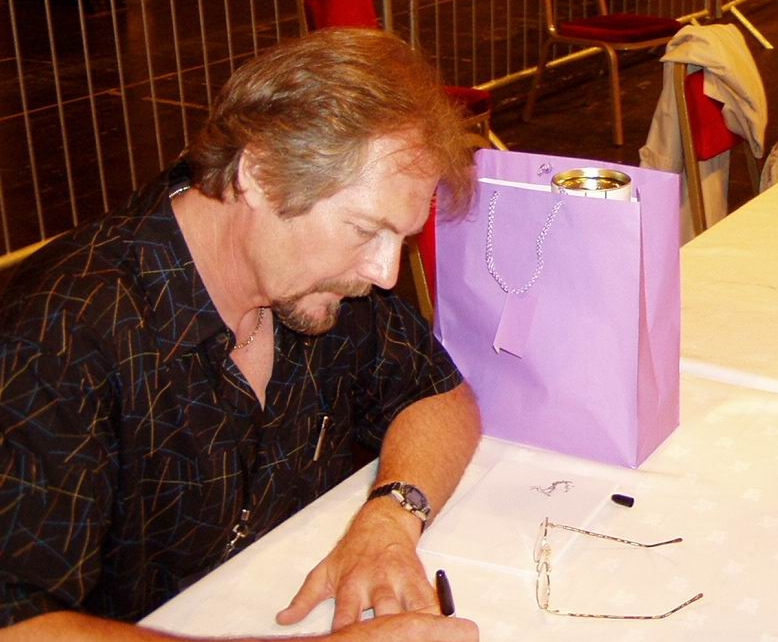
Michael Whelan

Michael Whelan (* 29. Juni 1950 in Culver City, Kalifornien) ist ein US-amerikanischer Maler und Illustrator, der vor allem für seine zahlreichen Buch-Cover und Buch-Illustrationen aus den Genres Science-Fiction und Fantasy bekannt ist. Dazu gehören Werke von Stephen King, Arthur C. Clarke und Michael Moorcock. Des Weiteren gestaltet er Cover von Musik-Alben, unter anderem Victory von The Jackson Five und Bat Out of Hell II: Back into Hell von Meat Loaf.
Chris Korvatin beschrieb ihn in der Liste The 15 greatest metal cover illustrators of all time des Kerrang als „entscheidend für den Erfolg mehrerer Metal-Bands und den Aufstieg“ des Labels Roadrunner Records. Seine Cover hätten das Label mit als Vorreiter in der Metal-Szene etabliert. Als bedeutend hebt er hierbei Chaos A.D., Beneath the Remains und Arise von Sepultura und Cause of Death von Obituary hervor. Weiter gestaltete er Cover für Cirith Ungol, Evile und Soulfly. Als Bindeglied in den Metal gelten seine Werke für Lovecraft-Taschenbücher, die nicht nur für Cause of Death, sondern auch für Veröffentlichungen von Demolition Hammer und Bludgeon verwendet wurden.

## Auszeichnungen
Michael Whelan wurde vielfach ausgezeichnet, unter anderem für folgende Preise:
- Chesley Award
- Hugo Award
- Locus Award
- World Fantasy Award

2009 wurde er in die Science Fiction Hall of Fame aufgenommen.